# Tủ

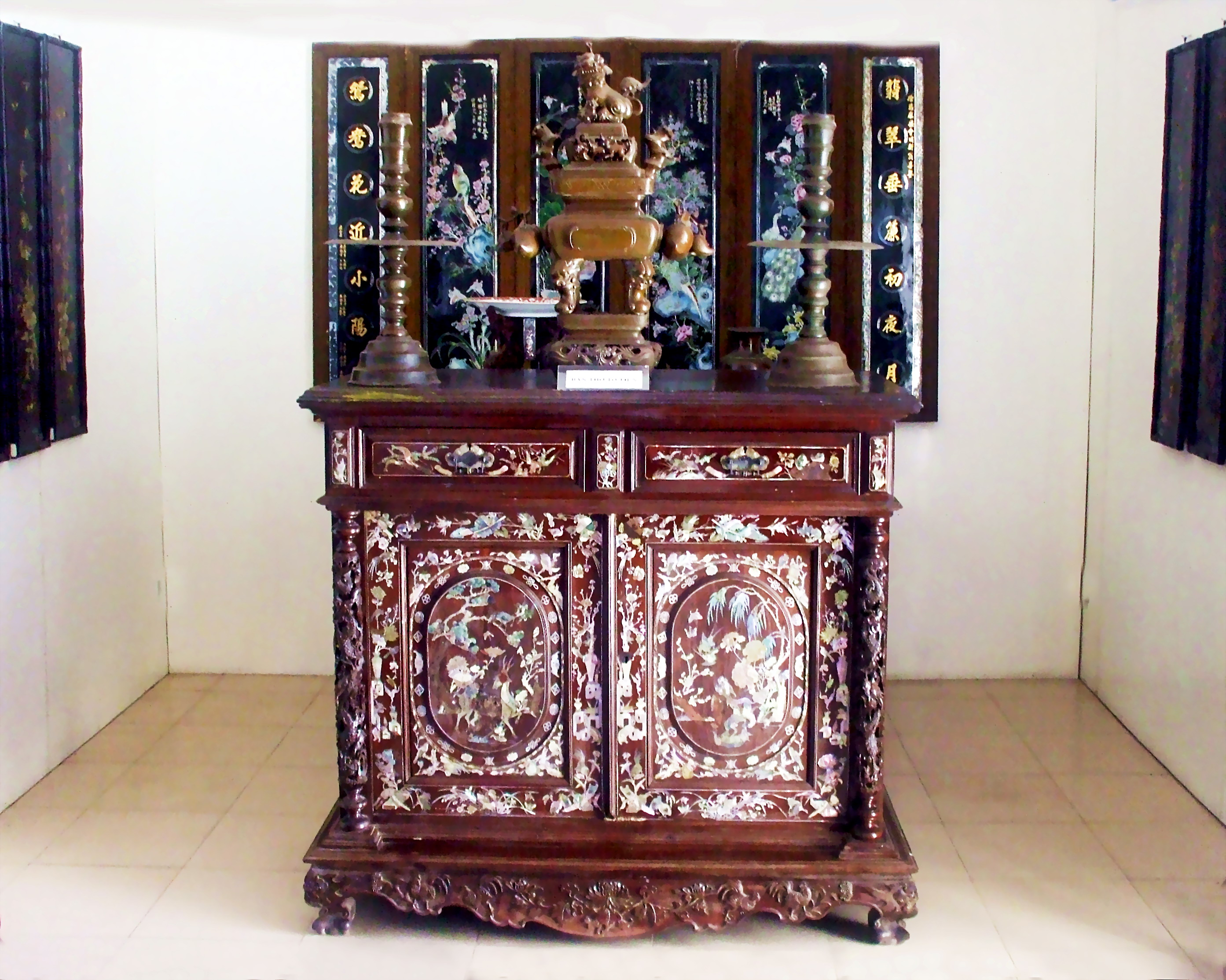
Một tủ thờ gỗ khảm xà cừ trong Bảo tàng An Giang

Tủ là đồ dùng để đựng đồ vật, có hình khối chữ nhật, thường được làm bằng gỗ, hoặc kim loại hay nhựa có cánh cửa và mỗi cánh cửa hay có khóa để giữ an toàn. Có nhiều loại tủ như tủ thờ, tủ quần áo, tủ đựng hàng, tủ đựng tài liệu, tủ đựng đồ dùng, v.v...

## Tủ quần áo
Cái tủ quần áo thường thường làm bằng gỗ, có chiều cao, có từ 2-4 ngăn lớn có cánh cửa lớn. Trong tủ có hai loại ngăn là ngăn để quần áo gấp và ngăn treo quần áo trên những cái mắc. Tủ quần áo là vật dụng các gia đình đều có vì nó phục vụ cho nhu cầu thiết yếu của mọi nhà.
Để phục vụ nhu cầu của những người hay di chuyển, người ta còn chế ra loại tủ quần áo di động bằng vải bạt, được dựng lên từ nhiều ống nhựa, có trọng lượng nhẹ và có thể dễ dàng tháo lắp khi cần di chuyển.

## Tủ tài liệu
Tủ tài liệu là tủ thiết kế nhằm mục đích đựng tài liệu và do đó hay dùng trong văn phòng hơn tại các gia đình. Tủ thường có kích cỡ nhỏ hơn tủ quần áo, các cánh cửa thường làm bằng kính có khung kim loại để dễ nhận biết tài liệu bên trong...